# Nyah Metz
Nyah Metz (* 8. Juli 2001 in Zaandam) ist eine niederländische Handballspielerin auf der Position der Kreisläuferin.

## Werdegang
Metz besuchte von 2013 bis 2018 das Zaanlands Lyceum. Seit September 2022 studiert sie Physiotherapie an der Amsterdam University of Applied Sciences.

## Hallenhandball
Metz begann mit dem Handballspielen 2009 beim HV Zaandam. 2013 wechselte sie zu DSS, 2015 zum Erstligisten HV VOC Amsterdam. 2017, 2018 und 2019 wurde VOC niederländischer Meister. 2021 wechselte sie innerhalb der Liga zu RKHV Volendam.

## Beachhandball
Nach längerer Pause begannen die Niederlande erst zu den Junioren-Europameisterschaften 2016 (U 16) wieder mit einer eigenen Nachwuchs-Nationalmannschaft anzutreten. Zu dieser allerersten Auswahl, die in Nazaré schon beim ersten internationalen Auftritt den Titel gewann, gehörte Metz noch nicht, wenngleich mit Lynn Klesser, Lisanne Bakker, Lieke van der Linden und Amber van der Meij Teile der Mannschaft waren, mit denen Metz als Pivot (Linienspielerin/Shooter) in den kommenden Jahren recht erfolgreich werden sollte. 2017 gehörte sie zu der Mannschaft, die den Titel am Jarun-See in Zagreb verteidigen konnte. Damit qualifizierte sich die Mannschaft auch für die erstmals ausgetragenen Junioren-Weltmeisterschaften im Herbst des Jahres auf Mauritius. Auch hier erreichten die Niederlande das Finale, unterlagen dort aber den Ungarinnen. Dieselbe Paarung gab es auch im Finale der Junioren-Europameisterschaften 2018 in Ulcinj und erneut gewannen dieses die Ungarinnen.
Zum Höhepunkt der Juniorinnenzeit wurde die Teilnahme an den Olympischen Jugend-Sommerspielen 2018 in Buenos Aires, bei denen erstmals im Rahmen Olympischer Spiele Beachhandball ausgetragen wurde. Beim ersten Sieg gegen Paraguay war Metz mit 12 erzielten Punkten die erfolgreichste Werferin der Niederländerinnen. Im zweiten Spiel gegen Hongkong traf sie erneut zu 12 Punkten und war damit punktgleich mit Klesser zweitbeste Werferin hinter Marit van Ede. Zudem gab sie drei Torvorlagen. Es folgten ein Sieg über die Türkei sowie ein Sieg im Shootout über Venezuela und ein die Vorrunde abschließender Sieg über die starken Gastgeberinnen. Während sie gegen die Türkei und Venezuela unauffällig mit der Mannschaft agierte, war sie gegen Argentinien nach Klesser mit acht erzielten Punkten wieder die zweitbeste Scorerin ihrer Mannschaft und zudem zweitbeste Vorbereiterin mit vier Assists.

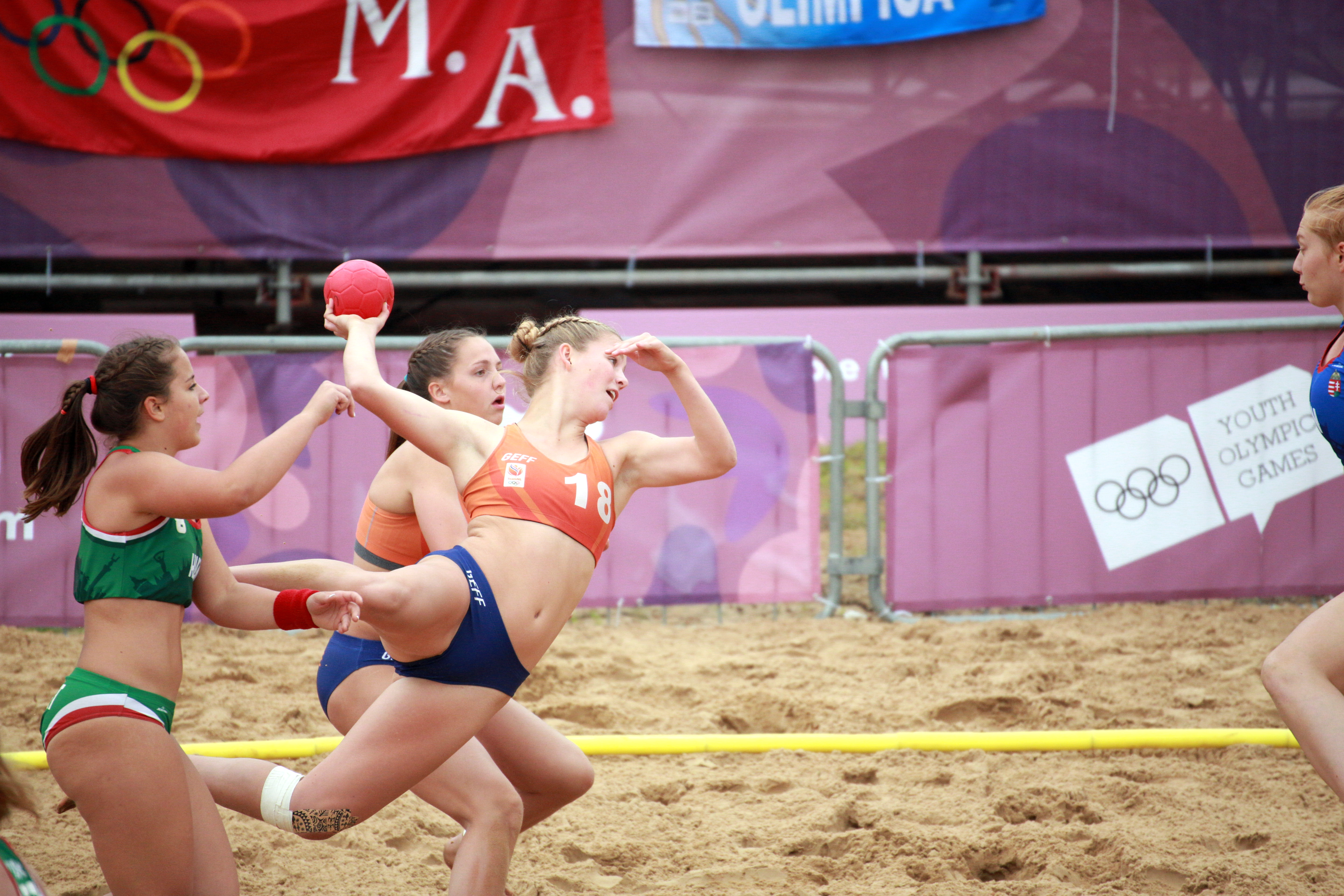
Metz beim Torwurf im letzten Hauptrundenspiel gegen Ungarn auf das Tor von Dalma Mátéfi; links Sára Léránt, im Hintergrund Marit van Ede

Das erste Spiel in der Hauptrunde wurde mit einem 2:1-Sieg im Shootout über Chinesisch Taipeh (Taiwan) gewonnen, ebenso das nächste Spiel gegen Kroatien, in letzterem Spiel war sie vor allem als Vorbereiterin auffällig. Es folgte die Niederlage im Shootout gegen die Ungarinnen, Metz war mit 16 erzielten Punkten die klar beste Torschützin ihrer Mannschaft. Trotz der Niederlage erreichten die Niederlande als Gruppenerste die Halbfinals. Nach einem bis dahin überzeugenden Turnier unterlagen sie jedoch der Mannschaft Kroatiens klar in zwei Sätzen. Auch das Spiel um die Bronzemedaille verloren die Niederländerinnen gegen die Vertretung Ungarns, die Dauerrivalen der letzten Jahre. Mit 77 erzielten Punkten war Metz nach Klesser die zweitbeste Torschützin ihrer Mannschaft und 15-beste Werferin des Turniers. Mit 18 Vorlagen war sie zudem drittbeste niederländische Vorbereiterin nach Anna Buter und Lynn Klesser.
Obwohl Metz danach als Spielerin nicht mehr groß im internationalen Beachhandball in Erscheinung trat, bekam sie zufällig 2021 noch einmal Aufmerksamkeit. Im Zuge der Querelen um die Strafe, die der Norwegischen Nationalmannschaft aufgrund nicht regelkonformer Spielkleidung bei den Europameisterschaften 2021 in Warna auferlegt wurde, was zu einer internationalen Diskussion um Sexismus im Sport führte, wurde ein von Metz bei den Olympischen Jugendspielen aufgenommenes Bild zum Symbolbild für die bisherigen Vorschriften. So erschienen Berichte in Dänemark, Belgien, Frankreich und bei Breitbart in den Vereinigten Staaten.

## Erfolge
| Olympische Jugendspiele - 2018 (U 18): 4. Junioren-Weltmeisterschaften - 2017 (U 17): 2. Junioren-Europameisterschaften - 2017 (U 17): 1. - 2018 (U 18): 2. |

## Belege und Anmerkungen
1. ↑  https://www.linkedin.com/in/nyah-metz-219379195/?originalSubdomain=nl
2. ↑  ob und inwieweit Metz dazu etwas beigetragen hat, ist unklar, aber eher unwahrscheinlich
3. ↑  Studioweb.nl, Studioweb.nl: Garage Kil/Volendam DS1. Abgerufen am 5. Dezember 2022 (niederländisch).
Advance Communications: Metz en Oele twee nieuwelingen damesploeg Volendam | Handbalstartpunt - Dé handbalwebsite van Nederland. Abgerufen am 5. Dezember 2022 (niederländisch).
Studioweb.nl, Studioweb.nl: Twee nieuwe aanwinsten voor het GarageKil/Volendam. Abgerufen am 5. Dezember 2022 (niederländisch).
4. ↑  http://history.eurohandball.com/beach/17/women/2017/round/1/Final+Tournament
5. ↑  http://history.eurohandball.com/beach/18/women/2018/round/1/Final+Tournament
6. ↑  Selectie Dames Beach U18 voor Youth Olympic Games bekend. 5. September 2018, abgerufen am 12. Januar 2021 (niederländisch).
7. ↑  Advance Communications: Nederlands Beach Handbalteam U18 gaat voor Olympisch goud! | Handbalstartpunt - Dé handbalwebsite van Nederland. Abgerufen am 30. September 2019 (niederländisch).
8. ↑  Univision: Las mejores imágenes que nos dejó el día 6 de los Juegos Olímpicos de la Juventud. Abgerufen am 5. Dezember 2022 (spanisch).
9. ↑  2018 Summer Youth Olympics Official Result Book Beach handball
10. ↑  IHF fjerner bikinikrav i strandhåndbold - TV 2. 11. Oktober 2021, abgerufen am 5. Dezember 2022 (dänisch).
11. ↑  R. T. L. Newmedia: Handball de plage: plus de bikini mais des shorts "serrés" pour les joueuses. 1. November 2021, abgerufen am 5. Dezember 2022 (französisch).
Redactie Sportmagazine: IHF verplicht niet langer dragen van bikini in strandhandbal. 1. November 2021, abgerufen am 5. Dezember 2022 (niederländisch).
12. ↑  AFP: Handball de plage: plus de bikini mais des shorts "serrés" pour les joueuses. 1. November 2021, abgerufen am 5. Dezember 2022 (französisch).
Les beach handballeuses françaises ne veulent plus être obligées de jouer en bikini. In: Le HuffPost. (huffingtonpost.fr [abgerufen am 5. Dezember 2022]).

| Personendaten    | Personendaten                     |
| ---------------- | --------------------------------- |
| NAME             | Metz, Nyah                        |
| KURZBESCHREIBUNG | niederländische Handballspielerin |
| GEBURTSDATUM     | 8. Juli 2001                      |
| GEBURTSORT       | Zaandam                           |